# ЄрміловЦентр
ЄрміловЦентр — центр сучасного мистецтва у Харкові, відкритий у березні 2012 року. Названо на честь відомого харківського митця, представника українського авангарду Василя Єрмілова. Поліфункціональний простір для демонстрації виставкових проєктів та взаємодії між митцями, кураторами, критиками та дослідниками. До сфер діяльності центру належать виставкові проєкти, мистецькі резиденції, освітні проєкти, лекції та дискусії, семінари тощо.

## Поява та дизайн центру
Проєкт внутрішнього простору запропонували харківські архітектори та дизайнери Ігор Остапенко, Інна Педан, Андрій Хворостянов. ЄрміловЦентр було створено і відкрито за підтримки громадської організації «Асоціація випускників, викладачів і друзів Харківського національного університету імені В. Н. Каразіна».

## Історія

### Відкриття та перші роки діяльності

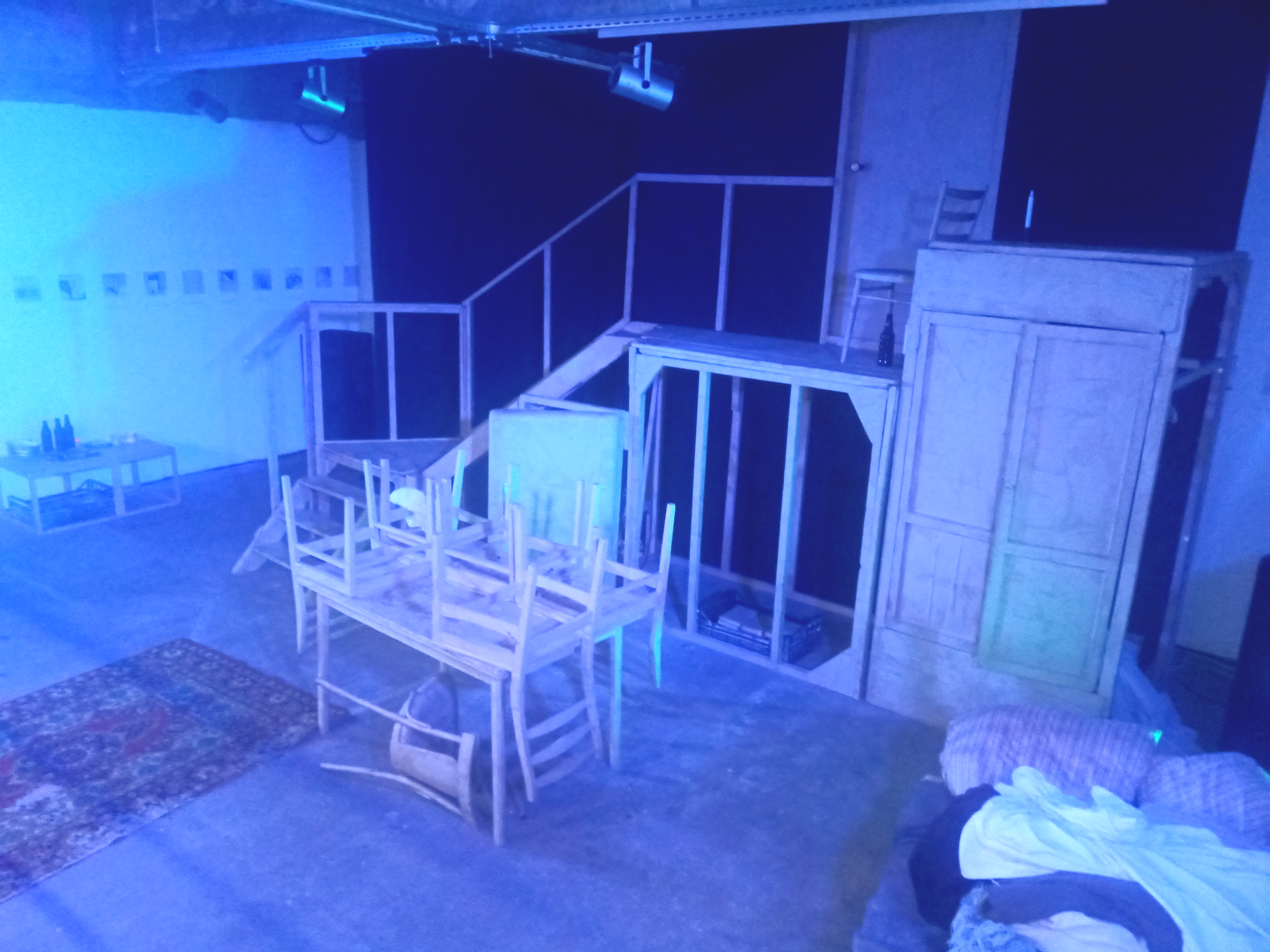
Сцена вистави «Хлібне перемир'я» у ЄрміловЦентрі.

Потягом першого року існування Центр відкрив глядачам шість експозицій. Серед них виставка Олександра Гнилицького «ГНИЛИЦЬКИЙ. вул. Дарвіна», куратори — Леся Заяць і Оксана Баршинова, та персональна виставка Віктора Сидоренко «Відображення у невідомому».
У 2013 році відбулася персональна виставка «Unrespectable. Retrospective» Бориса Михайлова, всесвітньо відомого фотографа, лауреата престижної премії фундації Хассельблада, представника Харківської школи фотографії. Куратор: Тетяна Тумасян.
У 2015 році у центрі пройшла виставка відомого харківського архітектора Олега Дроздова «терралогія», яка складалася з чотирьох секцій: «Хімія-Географія-Архітектура», «Час—Простір-Географія», «Час-Хімія-Архітектура», «Архітектура-Ландшафт-Географія».
Проєктом, участь у якому взяли митці із Франції, Німеччини, Канади, Їзраїлю, Греції, Азербайджану, Нігерії, Казахстану та України, стала виставка «Еденія: У місті майбутнього». Концепція потужного проєкту народилася з утопічної новели Калмена Зінгмана (Харків, 1918 р.). Куратори: Лариса Бабій (США/ Україна) і Євгеній Фікс (США).

### Сьогодення
Навесні пройшла виставка резидентів програми SWAP: UK/UKRAINE 2017-го року.

## Освітні програми, підтримка мистецьких ініціатив
З 2012 року ЄрміловЦентр підтримує міжнародну трієнале екологічного плакату «4-й Блок». Темою 2018 року стала «Жіночий погляд: Заклик до дії». Усього було представлено понад 800 плакатів, створених дизайнерами та дизайнерками з 36 країн світу.
У 2018 році ЄрміловЦентр започаткував нову освітню програму у сфері арт-менеджменту. Освітній проєкт «Practicum: Школа культурних менеджерів» відбувся за підтримки Українського культурного фонду.

## Головні експозиції
2012
- «Construction. От Конструктивизма до Contemporary. Харьков. ХХ — XXI», куратор: Тетяна Тумасян.
- «ГНИЛИЦЬКИЙ. вул. Дарвіна», куратор: Леся Заяць та Оксана Баршинова.
- «Відображення в невідомому», персональна виставка Віктора Сидоренко

2013
- «UNRESPECTABLE», персональна виставка Бориса Михайлова, куратор: Тетяна Тумасян
- «Наследие и миф Виктора Вазарели» за підтримки Посольства Угорщини в Україні.
- «Скульптура PRO Скульптуру», куратор: Олександр Рідний

2014
- «Багатство форми. Багатство думки», виставка польського плакату за підтримки Генерального консульства Республіки Польща в Харкові.
- «Свої», куратори: АКМ-14 (Ігор Абрамович, Сергій Канцедал, Наталія Маценко)
- «Після Перемоги», куратор: Микола Рідний
- «Зникаючий вид», персональна виставка Олексія Сая[13]
- «Slovenia / ART scanning» у співпраці з Консульством Республіки Словенія у Харкові та Посольством Словенії в Україні. Куратор проєкту: Анна Кравченко.

2015
- «Нуль без палички», куратор: Тетяна Маліновська.
- «Тералогія», персональний проєкт Олега Дроздова
- «Межа довіри», куратор: Анна Кравченко.
- «Transformatka», персональна виставка Романа Мініна
- «Неореалізм. Польська фотографія. 1950-1960-ті», проєкт за підтримки Польського Інституту в Києві та Генерального консульства Республіки Польща в Харкові. Куратор: Рафал Левандовський (Польща).

2016
- «Транс-люди. Состояние небезопасности», міжнародний проєкт за участі митців із України, Росії, Нідерландів, Бельгії та Австралії. Куратор: Віка Бегальська.
- «Odessa Contemporary Art», куратор: Олег Дімов.
- «Sex Dialogues», міжнародний проєкт за участі художників з України, Японії, Італії, Австрії, Ливану, США, Словенії. Куратор: Вікторія Бавикіна.

2017
- «Кордони / лінії відрізу», виставка польського мистецтва з колекції Центру сучасного мистецтва в Торуні (Польща). Куратор проєкту: Кшиштоф Бялович.
- «Еденія: У місті майбутнього, міжнародний проект», куратори: Лариса Бабій (Україна / США) та Євгеній Фікс (США).
- «Мнимі ідентичності: мати чи бути», міжнародна виставка за результатами художньої резиденції, за участі художників з Данії, Росії, Чехії та Шотландії. Куратор: Олена Касперович.
- «ex.пленер. Віддалений доступ: Баранівка/Чернігів», куратори: Вікторія Телетьен, Юрій Штайда.

2018
- «Лесь Курбас в Харкові», театрально-музейний проєкт, куратори: Вірляна Ткач, Тетяна Руденко, Вальдемарт Клюзко.
- SWAP, виставка за результатами обмінної резиденції між Україною та Великою Британією за підтримки Британської Ради. Кураторська команда фінальної виставки — Олена Касперович (ЄрміловЦентр), Ілля Заболотний (Британська Рада).
- «Предмети», виставка Гамлета Зіньковського і Bob Basset. Куратор: Вікторія Бавикіна[14][15][16][17].
- «On the Top!», персональний проєкт Ніни Мурашкіної.[18][19]

## Мистецькі резиденції
- 2016 «Коло спілкування», резиденція для митців зі Львова та Харкова. За підтримки ГаліціяКульт
- 2017 «Мнимі ідентичності: мати чи бути», за участі митців з Данії, Росії, Шотландії, Чехії. За підтримки Інституту Мистецтв в Празі.
- 2018 «Побратимці», обмінна резиденція Познань-Харків. За підтримки Познанської Міської Ради.
- 2016-2017-2018 SWAP. Резиденція для митців з України та Великої Британії. За підтримки Британської Ради в Україні.